# かいけつ!チーム・チキン
かいけつ!チーム・チキン（原題 : The Chicken Squad）は、2021年5月14日から2022年4月22日までディズニージュニアで放送されたアメリカ合衆国のテレビアニメ。日本では2021年11月28日からディズニージュニアで、2022年2月26日からディズニー・チャンネルで放送されている。

## キャラクター

### チーム・チキン
タリー隊長
声 - イヴェット・ニコール・ブラウン、吹 - 反町有里
動物救助隊チーム・チキンの犬、虹彩異色症を持っている。
クープ
声 - ラーモン・ハミルトン 、吹 - 川井田夏海
発明品を作るニワトリ。5歳。
スウィーティ
声 - ガブリエラ・グレイヴス、吹 - 宮本佳那子
最強ながら才能抜群のニワトリ。7歳。
リトル・ブー
声 - マクスウェル・シムキンス、吹 - 小橋里美
俊足の能力を持つニワトリ。4歳。

## エピソード
| #  | 邦題                                                                   | 原題                                         | 放送日 アメリカ合衆国 | 放送日 日本    |
| -- | ---------------------------------------------------------------------- | -------------------------------------------- | --------------------- | -------------- |
| 1  | しゅつどう！チーム・チキンちょうこうそくしゅつどう                     | Chicken Squad to the RescueA Speedy Exit     | 2021年5月14日         | 2021年11月28日 |
| 2  | くんれんだ！はなは どこ？                                              | The NaturalA Dirty Job                       | 2021年5月14日         | 2021年11月28日 |
| 3  | パタパタねつほんもののヒーロー                                         | Gone to the DogsCoop Dreams                  | 2021年5月21日         | 2021年11月28日 |
| 4  | パーティーじゅんびで おおそうどううちゅうじんの しょうたいは？         | The Surprise Party SurpriseU.F.Oh-No         |                       |                |
| 5  | ごきんじょのリスはりこみに しっぱい！？                                | The Squirrel Next DoorThe Stakeout Mistake   |                       |                |
| 6  | メリー・チキンマス！きえた たべもの                                    | Merry ChickmasFeed the Birds                 |                       | 2021年12月25日 |
| 7  | ハロウィーンの かそうおばけが でた!?                                   | Feather FeverThe Big Parade                  |                       |                |
| 8  | ぼくの しんゆういろんな どうぐ                                         |                                              |                       |                |
| 9  | こもりは たいへんはやく あそびたい！                                   |                                              |                       |                |
| 10 | おもちゃの ゆくえめざせ！ゆうしょう                                    |                                              |                       |                |
| 11 | なかよくパーティー！？スピードじまん                                   |                                              |                       |                |
| 12 | タリーたいちょうの とっくんをうけよう！スウィーティの せんにゅうそうさ |                                              |                       |                |
| 13 | とんできたトカゲバークじけんぼ                                         |                                              |                       |                |
| 14 | ノリノリで おどろうヒーローのウィロー                                  |                                              |                       |                |
| 15 | もりでの くんれんホグドッグショー                                      | The Great OutdoorsThe Hogdog Show            |                       |                |
| 16 | いとこが きた！ だいじな もの                                          |                                              |                       |                |
| 17 | ダートはかせの かがくショーはたとりゲーム                              | The Dr. Dirt ShowCapture the Flag            |                       |                |
| 18 | たからさがしめいきゅういり                                             | Hidden TreasureCold Case                     |                       |                |
| 19 | きょうりゅうのほね？とくべつなロボット                                 | Dino DigRunaway Robot                        |                       |                |
| 20 | てんらんかいの しゅやくあわてずに                                      |                                              |                       |                |
| 21 | おさわがせな ひつじサロンをひらこう                                    | Sheep on the LambThe Chic Chick              |                       |                |
| 22 | レモネードそうどういたずらの はんにん                                  | The Lemonade LetdownThe Prankster Returns    |                       |                |
| 23 | リトル・ブーのマントメガネはどこ？                                     | Little Boo's CaperOut of Sight               |                       |                |
| 24 | どろんこスカウトベーじょおうのだいぼうけん                             | Scout OutA Royal Adventure                   |                       |                |
| 25 | てがかりは？ヤマアラシ                                                 | Tully TroublePorcu-Popper                    |                       |                |
| 26 | にんむのけつまつは？あこがれのいとこ                                   | Where In the Woods is Pinky?Sweet as Pie     |                       |                |
| 27 | おんがえし？しゃしんのインコ                                           | Fired UpPicture Perfect                      |                       |                |
| 28 | ゆうしょうは だれのてに？あらしなんか ぜんぜんこわくないぞ！           | Field Day HoorayNo Calm Before the Storm     |                       |                |
| 29 | いけがよごれて さあたいへん！はかせとおとまりかい                      | A Hard Day for Mr. HardshellThe Doctor is in |                       |                |

## 特別放送概要

### ディズニージュニア
ディズニージュニア すてきなクリスマス（2021年12月25日）
「メリー・チキンマス！／きえた たべもの」が日本初放送として放映された。

### ディズニー・チャンネル
かいけつ！チームチキン 先行放送（2022年2月23日）
ディズニー・チャンネルでのレギュラー放送に先駆け、第1話から第6話の先行放送が行われた。